# Motorsport Organisatie Nederland
Motorsport Organisatie Nederland (MON) is een Nederlandse motorsportbond en aangesloten bij de IMBA.

## Geschiedenis
De MON werd op 12 februari 1970 opgericht als GeLimBra (Gelderland, Limburg en Brabant) en ontstond uit de NMB. In 1976 werd de MON lid van een internationale motorsportkoepel, de IMBA (Internationale Motorsport Bond voor Amateurs), nadat de NMB zich had teruggetrokken in verband met de geplande fusie met de KNMV. De MON richtte zich in de beginjaren vrijwel uitsluitend op de motorcross. In eerste instantie was de bond hoofdzakelijk in het zuiden van Nederland vertegenwoordigd, maar vanaf de jaren 80 traden er vanuit heel Nederland ook andere motorsportclubs toe.

## Activiteiten
De MON is tegenwoordig een nationale koepelorganisatie voor verschillende disciplines van de motorsport: motorcross, off road, classic race demo’s, supermoto, baansport, ijsspeedway en de brommercross. 

## Motorsporten

### Motorcross
De startgerechtige leeftijden zijn:
| Klasse                | Leeftijd     |
| --------------------- | ------------ |
| Alle solo klassen     | 15 jaar      |
| Damesklasse           | 15 jaar      |
| Quad Junioren         | 14 jaar      |
| Quad Sen, Nat, Inters | 15 jaar      |
| Zijspannen            | 15 jaar      |
| Pitbikes              | 11 – 70 jaar |
| Bromfietsklasse       | 11 – 70 jaar |
| 50cc Minimotoren      | 5 – 8 jaar   |
| Quad standaard        | 5 – 13 jaar  |
| Quad special          | 9 – 16 jaar  |
| 65c Kleine Wielen     | 7 – 10 jaar  |
| 65cc Grote Wielen     | 8 – 11 jaar  |
| 85cc Kleine Wielen    | 10 – 13 jaar |
| 85cc Grote Wielen     | 12 – 15 jaar |
| MX2 Jeugd 125cc       | 13 – 17 jaar |
| MX2 Jeugd Open        | 13 – 17 jaar |
| Vrije Klasse          | 15 – 70 jaar |

- Deze klassen en leeftijden zijn vastgelegd in het MON reglement

Klassen:
| Junioren | Senioren | Nationalen | Inters  | Jeugd                       |
| -------- | -------- | ---------- | ------- | --------------------------- |
| MX2      | MX2      | MX2        | MX2     | 50cc Minimotoren            |
| Open     | Open     | Open       | Open    | Quad standaard              |
| Quad     | Quad     | Quad       | Quad    | Quad special                |
| Dames    |          | Zijspan    | Zijspan | 65cc Grote en Kleine Wielen |
|          |          |            |         | 85cc Grote en Kleine Wielen |
|          |          |            |         | MX2 Jeugd 125cc             |
|          |          |            |         | MX2 Jeugd Open              |
|          |          |            |         | Vrije Klasse                |